# 半田富久
半田 富久（はんだ とみひさ、1937年 - 2017年4月20日）は、日本の巨石彫刻家。

## 略歴
- 1937年、群馬県碓氷郡（現・安中市）に生まれる。
- 1955年　群馬県立高崎高等学校卒業[1]。
- 1960年、東京芸術大学美術学部彫刻科卒業。
- 1967年、明治大学大学院工学研究科建築学修士課程修了
- 1971年 半田富久石彫展（日本橋三越本店）
- 1976年 半田富久石彫展（フジテレビギャラリー）[2]
- 1978年 半田富久石彫展（日本橋三越本店）
- 1978年 半田富久全米巡回石彫展国内披露（フジテレビギャラリー）
- 1979年 全米巡回石彫展「JAPAN TODAY」エドウィン・O・ライシャワー委員長のもとに1年間6都市巡回個展 （日本委員長はフジ産経の鹿内信隆）　
  - 1979年4月 デコルドバ美術館（ボストン）
  - 1979年7月 ニューポート美術館（ロードアイランド州ニューポート）
  - 1979年9月 ヒューストン大学ブラッファーギャラリー（ヒューストン）[3]
  - 1979年11月 シカゴカルチャーセンター（イリノイ州）
  - 1980年2月 加州科学工業歴史博物館（ロサンゼルス）
- 1985年 筑波国際科学技術博覧会日本政府出展（揺るぎ石） 制作写真展（オリンパスギャラリー）
- 1969〜1989年、明治大学大学院工学部建築科兼任講師 20年間
- 1983〜2000年、住宅生産振興財団まちづくり設計協議の審査員　毎年 20回つとめる
- 2017年4月20日 埼玉県内で自家用車運転中に事故を起こして死亡[4]。80歳没。

## 作品

### 代表作
- 1985年 筑波国際科学技術博覧会 日本政府出展　60トン石が指で動く「揺るぎ石」つくばエキスポセンター[5][6]
- 1986年 日本航空機遭難事故 慰霊塔及び納骨堂、慰霊の園設計制作　群馬県上野村

### 主な作品
- 美ヶ原高原美術館 「石に巻く」1972年
- 池田20世紀美術館「心」
- 新潟巻町病院 「少女像よ永遠なれ」
- 高知県立郷土文化会館「波の塔」（高知県高知城内）1969年
- 岩波書店前池 「岩と波」（一ツ橋）1970年
- 貿易研修センター「研修の火」（静岡県）1970年
- 箱根彫刻の森美術館「波の華」1973年
- 久米プラザ中庭石組（渋谷区 富ヶ谷）1973年
- 香淳皇后御歌碑 揮毫.侍従入江相政（千葉県天津小湊町 鯛ノ浦）1974年
- 中日新聞社「風」（名古屋市）1976年
- 桧木内川治水の碑桜並木公園（岩手県角館）1977年
- 三菱一号館美術館の野外彫刻「望」1977年http://www14.atpages.jp/ruisiyouki/11037.html
- 秋田県角館町桧木内川の碑（秋田県角館町）1976年
- 第一勧業銀行本店前庭「石の華』（内幸町）1980年
- 海音寺潮五郎生誕の地の碑（鹿児島県大口市）1980年
- 群馬県立女子大学広場 水盤「あずまうた」（群馬県玉村町）1982年
- 高崎駅東口広場モニュメント「上毛三山」（群馬県高崎市）1982年
- 静岡県茶業会館ロビーレリーフ]「石のさび」（静岡市）1982年
- 高知空港広場モニュメント「波頭」（高知県南国市）1983年
- 伝承館　庭（岩手県角館）1983年
- 鹿児島県営加世田団地広場モニュメント「天地」（加世田市）1984年
- 埼玉県営入間団地レリーフ（埼玉県入間市）1984年
- 明治大学創立100周年記念モニュメント 「白雲」（神田駿河台）1984年
- 丸島システム奈良工場「水門」（奈良市）1984年
- 筑波国際科学技術博覧会日本政府出展モニュメント「揺るぎ石」（つくばエキスポセンター）1985年
- 赤坂消防署発祥地の碑（青山）1986年
- 市川市文化会館ロビー階段廻り石レリーフ「洋洋」 （市川市）1986年
- 東京都田無市児童公園モニュメント「廻る石」（田無市谷戸）1987年
- 成田市庁舎前広場モニュメント「四海」（成田市）1989年
- 須賀川市公営住宅広場モニュメント「ぼたん」（福島県須賀川市）1989年
- 栗田邸　明かり彫刻、水の彫刻（逗子市）1989年
- 亀有信用金庫三郷研修センターモニュメント「三代也」（埼玉県）1990年
- 箕郷町文化会館モニュメント「矢羽だんべい」（群馬県箕郷町）1992年
- 宗教法人崇教真光 日本最大のオベリスク高さ21ｍ （岐阜県久々野町）1992年
- 沼田市街地再開発モニュメント「雪の花」（群馬県沼田市）1993年
- 小平市民文化会館モニュメント「存」（東京都小平市）1993年
- 鹿児島県入来町団地モニュメント「家族」（鹿児島県）1996年
- 高崎市美術館通り 「日月」（群馬県高崎市）1996年
- 朝日信用金庫西町支店壁面彫刻（東京都）1997年
- 板倉東洋大前駅前広場モニュメント「希望の橋」（群馬県板倉町）1998年
- 北陸新幹線安中榛名駅前広場モニュメント「礎から未来へ」（群馬県安中市）1999年
- 特別養護施設シエステ 「里の花」屋内庭園彫刻（群馬県万場町）2000年
- 小渕恵三元総理像 2.3ｍ （群馬県中之条町）2002年
- 秋吉茂文学碑「美女とネズミと神々の島」 （鹿児島県十島村悪石島）2004年[7][8][9]
- 亀有信用金庫「三代也」2011年
- 出雲　尾原ダム三柱８ｍ　2012年
- 玉川学園駅前関ビル　道の原点2013年

### メモリアル
- 海音寺潮五郎奥津城1964年（西本願寺和田堀分院）明大前駅[10]
- 可児弘一墓（鎌倉東慶寺）1963年
- 市浦健 日本建築家協会長祭壇（青山斎場）1980年
- 小山美秀子 奥津城（滋賀県信楽町）1984年[11]
- 日本航空機遭難事故慰霊塔及び納骨堂、 慰霊の園設計制作 群馬県上野村 1986年
- 上野公成家墓（榛名町長年寺）1990年
- 平形半七家墓（渋川市石原寺）1993年[11]
- 松田竹千代家墓（多摩霊園）1994年[10]
- 日本航空機遭難事故10周年忌供養塔（群馬県上野村）1995年[10]
- 平重盛（小松内府）碑（練馬区桜台 広徳寺）1996年
- 関一政 供養塔（京都大徳寺塔頭大受院）2000年

## 海外コレクション
- トーリフ・モンセン（Thorleif Monsen、駐日ノルウェー名誉総領事）
- ニューヨーク・ジャパンソサイエティギャラリー
- インゲルス・ラーセン ニューヨーク・ゴダスラーセン社
- エドウィン・O・ライシャワー（元駐日大使）
- ニール・ポール（リチャード・ニクソン元大統領特別補佐官）
- シカゴ美術館
- 加州日米文化会館